# Anders Kallur
Anders Kallur (Ludvika, 6 luglio 1952) è un ex hockeista su ghiaccio, allenatore di hockey su ghiaccio e dirigente sportivo svedese.

## Carriera
Kallur iniziò a giocare nel campionato svedese arrivando a metà degli anni 1970 nella prima divisione con le maglie del Modo Hockey, del Södertälje SK e infine dello Djurgårdens IF nel 1978. Al termine della stagione la squadra giunse seconda ma Kallur vinse il Guldpucken come miglior giocatore dell'anno. Quell'anno si trasferì in Nordamerica e fece parte della squadra dei New York Islanders capace di vincere quattro Stanley Cup consecutive tra il 1979-1980 ed il 1982-1983.
Dopo il ritiro avvenuto nel 1985 ed una breve esperienza da allenatore in Italia con l'Hockey Club Brunico (1986-1987), dal 1989 è osservatore in Europa dapprima per i New York Islanders e poi dei New York Rangers.
Le due figlie, le gemelle Jenny e Susanna Kallur, sono due ex atlete specializzate negli ostacoli.

## Palmarès

### Club
- Stanley Cup: 4

NY Islanders: 1979-1980, 1980-1981, 1981-1982, 1982-1983

### Individuale
- Guldpucken: 1

1978-1979